# 캘빈 램지
캘빈 윌리엄 램지(영어: Calvin William Ramsay, 2003년 7월 31일 ~ )는 현재 잉글랜드 프리미어리그의 클럽 리버풀 FC에서 뛰는 스코틀랜드의 축구 선수이다. 현재 킬마녹으로 임대되었다.